# Kąty
Kąty [pronunciación en polaco: /ˈkɔntɨ/] es un pueblo ubicado en el distrito administrativo de Gmina Siennica, dentro del condado de Mińsk, Voivodato de Mazovia, en el centro-este de Polonia. Se encuentra a unos 3 kilómetros al sureste de Siennica, a 14 kilómetros al sur de Mińsk Mazowiecki, y a 47 kilómetros al este de Varsovia.